# Вьетнамские сказки
Вьетнамские сказки — народные сказки вьетнамцев. Вьетнамцами было создано множество сказок как на международные, так и на индивидуальные местные сюжеты. Некоторые сказки основаны на реальных событиях, но по прошествии лет сложно отличить вымысел от правды: с усилением в стране конфуцианства герои мифов превращались в исторических личностей; исторические личности приобретали качества второстепенных мифологических персонажей. Влияние на вьетнамские сказки оказывали также даосские и буддийские легенды, мифы и истории.
В сказках сохраняется значительное количество древнейших сюжетов времён матриархата. В частности, вера в богиню-мать отмечается в легендах о Небесных матушках, а в соревнованиях великанов Ны Оа и Ты Тыонга побеждает великанша Ны Оа.
Благодаря культурному обмену с соседними народами (тямами, тхаями, седангами, мыонгами, мяо и другими) во вьетских сказках имеются характерные общие для народов региона сюжеты, например, рассказы о безнадёжном (некрасивом либо глупом) герое, который позже становится счастливым красавцем или великим воином.

## Персонажи и характерные сюжеты
Героями сказок выступают умельцы, воины, сироты, приёмные и родные дети, бедняки, умные и глупцы, отшельники, а также животные. Множество сказок посвящено борьбе вьетов с китайцами.
- Культ плодородия[2];
- Ким Куи — золотая черепаха;
- журавль — божество воды, жаба, Девятихвостый лис;
- деревья (часто встречается сюжет о том, как положительный герой плавает в виде дерева в воде[1])
- хунгвыонги и члены их семей[2];
- фея Ау Ко и дракон Лак Лонг Куан — прародители вьетнамского народа;
- Небесные матушки Матушка верхнего неба (mẫu Thượng Thiên, мау тхыонг тхьен), Матушка высокогорья (mẫu Thượng Ngàn, мау тхыонг нган), Матушка воды (mẫu Thoải, мау тхоай) и Матушка земли (mẫu Địa Phủ, мау диа фу);
- Там и Кам[вьет.] — международный сюжет о Золушке;
- История о волшебном мече;
- великаны Ны Оа и Ты Тыонг;
- защитники вьетов: сёстры Чынг, Чьеу Тхи Чинь, Ле Лой, Чан Хынг Дао.

## Влияние
Сказки и мифы смешивались и переходили друг в друга. Многие историографии содержат сказки и мифы, среди них — Дивные повествования земли Линьнам, Полное собрание исторических записок Дайвьета и другие книги.